# Atentados de Madrid de julio de 1979
Los atentados de julio de 1979 en Madrid fue un triple ataque con explosivos cometido por ETA político-militar la mañana del 29 de julio en el Aeropuerto de Barajas y en las estaciones ferroviarias de Atocha y Chamartín. Como resultado del triple atentado terrorista coordinado murieron siete personas y más de cien resultaron heridas.

## Lugares del ataque

### Aeropuerto de Barajas
El artefacto explosivo del Aeropuerto de Barajas fue ubicado e hizo explosión a las 13:01 en la consigna del vestíbulo de llegadas de la terminal nacional. Esta bomba, como las otras dos situadas en Atocha y Chamartín, contenía seis kilos de amonita y contaba con un temporizador que la hizo explotar a una hora programada previamente. Murieron tres personas y hubo varias decenas de heridos. La bomba además dejó importantes daños materiales en cristaleras, techo, enseres de los viajeros e instalaciones de la zona afectada de la terminal, que se estimaron en un valor de 15 millones de pesetas.

### Estación de Chamartín
La explosión en la Estación de Chamartín se produjo a las 13:15 hora local. El artefacto fue colocado en las consignas de la estación, cerca de una zona de espera, un bar y los despachos de venta de billetes. Una turista alemana murió en el acto. Además hubo unos 50 heridos. Los daños materiales fueron cuantiosos, incluyendo muchas pertenencias que los viajeros habían guardado en las consignas próximas. Los servicios ferroviarios quedaron interrumpidos varias horas.

### Estación de Atocha
El artefacto de la Estación de Atocha también contenía unos seis kilos de amonita y fue emplazado en la zona de consignas, cerca del punto de facturación para los coches cama o en ese mismo lugar. Hizo detonación a las 13:15 horas.

## Víctimas mortales
El triple atentado ocasionó la muerte a siete personas. Cinco de ellas fallecieron en el momento del ataque o poco después, mientras que otras dos fallecieron varios días después como consecuencia de las heridas. Las víctimas mortales fueron:
- José Manuel Amaya Pérez, 30 años. Submarinista. Fallecido por el atentado del Aeropuerto de Barajas.
- Jesús Emilio Pérez Palma. Estudiante. Fallecido horas después por el atentado de la Estación de Atocha.
- Juan Luna Azol, 53 años. Guardia civil retirado. Fallecido por el atentado de la Estación de Atocha.
- Dorothea Fertz, 20 años. Estudiante y turista alemana. Fallecida por el atentado de la Estación de Chamartín.
- Guadalupe Redondo Vian, 59 años. Ama de casa. Fallecida por el atentado de la Estación de Atocha.
- Dionisio Rey Amez. Policía nacional. Fallecido el 2 de agosto por el atentado de la Estación de Atocha.
- José Manuel Juan Boix. Estudiante. Fallecido el 18 de agosto.

## Anuncio y reivindicación
El triple atentado en Madrid fue reivindicado por ETA político-militar. La organización anunció la colocación de las tres bombas a las 12 del mediodía mediante una llamada telefónica a la agencia de noticias Euskadi Press, la cual pocos minutos después lo puso en conocimiento del comisario de policía de San Sebastián. Sin embargo las autoridades de Madrid no recibieron el aviso hasta las 12:40, existiendo controversia sobre este aspecto así como de las labores de detección de explosivos llevados a cabo por la policía en los lugares anunciados.
ETA político-militar difundió la tarde del 29 julio otro comunicado acusando al gobierno de actuar con lentitud para desprestigiar a la organización. Asumió la autoría del triple atentado en el marco de una campaña por la libertad de los presos por el inminente Estatuto de Autonomía del País Vasco que se encontraba en fase de negociación.